# Toroczkay Dénes
Toroczkay Dénes (Debrecen, 1915. május 5. – Budapest, 1988. július 10.) magyar gordonkaművész. Kodály Zoltánnak is tanítványa volt. Édesapja Toroczkai Oszvald (1884–1951) festőművész.

## Életpályája
A Liszt Ferenc Zeneművészeti Főiskolán (mai Liszt Ferenc Zeneművészeti Egyetem) gordonkázott Zsámboki Miklós, majd Schiffer Adolf tanítványaként, ezzel egy időben Kodály Zoltánnál tanult komponálni. Gordonkaművészi és zeneszerzői oklevelét 1939-ben szerezte meg, ezután Unger Ernő tanítványaként karmesterséget is tanult. 1936-1976 között zenekarban játszott: 1940-ig a Budapesti Hangversenyzenekarban, a Székesfővárosi Zenekarban, majd alapító tagként a Magyar Állami Hangversenyzenekarban (a mai Nemzeti Filharmonikus Zenekar elődje). 1946–1960 között többféle kamaraegyüttes tagjaként szerepelt a Magyar Rádióban. Tanulmányi célokra számos gordonkadarabot, dalt, kórusművet, vonós- és fúvóstriót írt.  A hatvanas években csellótanár volt a Kodály Zoltán által alapított budapesti Lorántffy Zsuzsanna utcai ének-zenei általános iskolában, ahol a világhírű csellóművésznek, Pablo Casalsnak - azaz Pau Casalsnak - is bemutathatta tanítványait.

## Forrás
- https://www.parlando.hu/2015/2015-2/VALOGATAS-A-MAGYAR-ZENEMUVESZEK.pdf